# Matthias Hermann Werrecore
Matthias Hermann Werrecore (* um 1500 in Warcoing (Grafschaft Hennegau); † nach 1574 vermutlich in Mailand) war ein franko-flämischer Komponist, Sänger, Kapellmeister und Presbyter der Renaissance.

## Leben und Wirken
Über die frühe Zeit von Matthias Hermann Werrecore und über seine Ausbildungszeit ist nichts überliefert. Die ersten Belege über ihn sind vom 3. Juli 1522, als er vom Domkapitel des Doms in Mailand zum Nachfolger des verstorbenen Musikers und Musiktheoretikers Franchino Gaffurio ernannt wurde. Dieses Amt hatte er nahezu 30 Jahre lang inne. Zu seinen Aufgaben gehörten neben der Leitung der Kapelle auch der Unterricht im Gesang und im Kontrapunkt für die Knaben der Chorschule. In den ersten zehn Jahren seiner Amtszeit gab es mehrfach Probleme, weil die Leitung des Doms mit dem Verhalten der Chormitglieder und der Leistung des Chores nicht zufrieden war, so dass der Komponist in den Jahren 1525 und 1532 zur Rechenschaft und zu Beratungen einbestellt wurde. Nachdem 1534 die Chorstatuten reformiert wurden und die Besoldungsgruppen neu geordnet wurden, waren die Probleme offenbar gelöst. Werrecore bekam am 22. März 1524 von Herzog Francesco II. Sforza ein Kanonikat an der Kirche San Michele di Busto Arsizio in der Stadt Gallarate nordwestlich von Mailand. Dieses Ereignis war der Anfang einer langjährigen Förderung des Komponisten durch den herzoglichen Hof, die bis 1548 dauerte. Am 6. Juli 1542 bekam er vom Domkapitel eine Gehaltserhöhung als Belohnung für seine guten Dienste.
Nach Dokumenten von 1532 und 1561 besaß Werrecore Eigentum vor Ort, und er hatte aus zwei Ehen mindestens drei Kinder; eines von ihnen war von 1546 bis 1548 Mitglied des Domchors. Auch hatte er Beratungsverträge mit dem Mailänder Drucker Giovanni Antonio Castiglione und mit zwei Geschäftspartnern von diesem. Auf diesem Wege gelangte der Mailänder Papierhändler Bernadino Calusco, der auch den Dom belieferte, offensichtlich in den Besitz des Sammelwerks „Mutetarum divinitatis liber primus“, welches großenteils bis dahin unveröffentlichte französische Kompositionen enthält sowie drei Werke von Werrecore selbst. Aus Altersgründen gab der Komponist im Jahr 1550 seine Stellung am Dom auf, blieb dieser Institution jedoch weiterhin verbunden; so wirkte er von August bis Dezember 1559 beim Domchor als Tenorsänger mit, fühlte sich dieser Aufgabe dann aber nicht mehr gewachsen. Der letzte Beleg über ihn ist vom 9. Dezember 1574, in dem es um die Schenkung von drei Kisten Wein seitens des Domkapitels ging. In den Mailänder Sterbebüchern von 1574 bis 1587 ist sein Name nicht aufgeführt, jedoch sind Teile dieser Bücher für die Jahre 1576, 1577 und 1579 verloren gegangen, so dass die Musikforscher heute davon ausgehen, dass Matthias Hermann Werrecore im Jahr 1576 der damaligen Pestepidemie zum Opfer gefallen ist.

## Bedeutung
Seine besondere Bekanntheit verdankt Werrecore seiner Komposition „La bataglia taliana“, einer Villotta, in welcher mit verspielter Lebendigkeit, harmonisch aber eher unbeweglich, die militärischen Siege der Mailänder über die Franzosen bei Bicocca und Pavia 1522 und 1525 gefeiert werden, erstmals erschienen in Nürnberg 1544  unter dem Titel „Die Schlacht bei Pavia“. Die Beliebtheit dieser Komposition schlug sich in zahlreichen Nachdrucken und in Übertragungen für Laute nieder. Musikhistorisch bedeutsamer ist seine Motettensammlung „Cantuum quinque vocum liber primus“, erschienen 1555 (Zweitauflage 1559). Hier gelang Werrecore eine bemerkenswerte Synthese aus der meisterhaften deklamatorischen Homophonie, der Rhetorik der Phrasenwiederholung und weiterer kompositorischer Kunstgriffe der Mailänder Chorbücher einerseits und der dichten, von Imitation geprägten Stimmengewebe andererseits, wie sie für die Komponistengeneration nach Josquin Desprez charakteristisch war (Christine Getz in der Quelle MGG).

## Werke
- Geistliche Werke
  - „Cantuum quinque vocum quos motetta vocant [...] liber primus“, Mailand 1559 (Widmung datiert 1555)
  - 6 weitere Motetten, 1540
  - 4 weitere Motetten mit Zuschreibung an „Mathias“, 1534 (Zuschreibung an „Matthias Hermann“ in der Neuauflage 1569)
  - 1 weitere Motette mit Zuschreibung an „Hermann“, 1538
- Weltliche Werke
  - „Die Schlacht vor Pavia“, Nürnberg 1544; italienisch „La bataglia taliana [...] con alcune villotte“ zu vier Stimmen, Venedig 1549
  - 2 Madrigale mit Zuschreibung an „Matthias“, 1541
  - „Mein herz und gmüt“ zu fünf Stimmen mit Zuschreibung an „Mathias Hermanus“, 1556, 2 verschiedene Sätze